# Barbières
Barbières ist eine französische Gemeinde im Süden im Département Drôme in der Region Auvergne-Rhône-Alpes.

## Geografie
Barbières liegt im Tal der Isère, am Fuße des Vercors-Gebirges. Die Gemeinde liegt zwölf Kilometer südlich von Romans-sur-Isère und rund 18 Kilometer östlich von Valence (Angaben in Luftlinie).

## Bevölkerungsentwicklung
| Jahr                       | 1962 | 1968 | 1975 | 1982 | 1990 | 1999 | 2007 | 2016 |
| Einwohner                  | 421  | 507  | 534  | 610  | 583  | 647  | 719  | 1036 |
| Quellen: Cassini und INSEE |      |      |      |      |      |      |      |      |

Die Einwohner der Gemeinde werden Barbiérois genannt.
Mit 1138 Einwohnern (Stand 1. Januar 2022) gehört Barbières zu den mittelgroßen Gemeinden im Départements Drôme.